# Fadio (Kpuéré)
Pour les articles homonymes, voir Fadio.
Ne doit pas être confondu avec Fadio-Mépeen.
Fadio est une localité située dans le département de Kpuéré de la province du Noumbiel dans la région Sud-Ouest au Burkina Faso.

## Santé et éducation
Le centre de soins le plus proche de Fadio est le centre de santé et de promotion sociale (CSPS) de Kpuéré tandis que le centre médical avec antenne chirurgicale (CMA) de la province se trouve à Batié.